# Robert de La Tour du Pin (archevêque de Vienne)
Robert dit de La Tour du Pin, mort en juin 1195, est un prélat de la seconde moitié du XIIe siècle, archevêque de Vienne. Son appartenance à la famille de La Tour du Pin est probable, mais non prouvée.

## Biographie

### Origines
Les origines de Robert ne sont pas connues.
Son prénom est associé aux cognomen de La Tour, chez Chevalier (1879), ou plus couramment de La Tour du Pin, notamment dans le Gallia Christiana. L'historien dauphinois Claude Charvet (XVIIIe siècle) a considéré, sans donner de preuves, qu'il appartenait ainsi à la famille de La Tour du Pin. L'archiviste paléographe Bruno Galland (1994) souligne cependant que les généalogistes ayant travaillé sur cette famille ne font pas mention de cet archevêque. 
L'abbé Roche (1894), Régné (1921) ou encore Gaussin (1962), indique pourrait être le même Robert, qui a été évêque de Viviers de 1071 à 1073. Le Gallia Christiana avance seulement que l'archevêque de Vienne a été un ancien moine et il ne fait pas mention de l'occupation du siège épiscopal de Viviers. Dans un article paru en 1930, Roche, à propos de l'évêque de Viviers, Robert, précise « ceux qui le rattachent à la famille de la Tour-du-Pin disent qu'il passa du siège de Viviers à celui de Vienne, en 1173 ou 1174. Cette affirmation n'est pas appuyée sur des preuves suffisantes, car, écrit Hauréau, Robert de la Tour-du-Pin qui obtint le gouvernement de la métropole de Vienne, en 1173, venait directement du monastère de la Chaise-Dieu et non pas de l'évêché de Viviers ».
Galland (1994) observe que l'on ne connaît ni sa carrière, ni la date précise de son épiscopat. Il n'aborde pas non plus l'hypothèse de l'occupation du siège de Viviers.

### Archiépiscopat
Robert est moine de La Chaise-Dieu, (Auvergne, diocèse du Puy-en-Velay).
Il semble monter sur le trône archiépiscopal de Vienne, entre 1070 et 1073 (Chevalier, 1879), l'année 1173 semblant la plus probable,.
Il est en effet mentionné pour la première fois comme évêque élu dans un accord amical de 1173, entre l'évêque du Puy, son Église et le vicomte de Polignac.
Rapidement, à la suite de l'élection, il est créé légat pontifical. Il est mentionné comme tel dans plusieurs lettres du pape Alexandre III, au plus tard à partir de l'année 1175 (voir actes du Regeste dauphinois). 
Vers 1173/76 (?), il reçoit une lettre du pape Alexandre III qui le charge de protéger les Chartreux sur son territoire. Il est mentionné dans plusieurs actes concernant l'Église de Die.
Le pape le charge, avec d'autres, de la paix avec l'empereur Frédéric Barberousse,. La rencontre entre les deux princes se fait en 1177, à Venise. L'empereur se rend dans le royaume de Bourgogne, arrivant à Arles en juillet 1178. Si les prélats de la partie Sud le rencontrent dans la cité archiépiscopal, ceux du Nord, comme Robert, ne s'y rendent pas. Il faut attendre le déplacement de l'empereur à Vienne, le mois suivant, du 9 au 18 août, pour que les deux hommes se rencontrent,.
L'empereur Frédéric Barberousse, connaissant les rivalités entre les cités archiépiscopales d'Arles et de Vienne, poursuit la politique de ses prédécesseurs en nommant l'archevêque de Vienne comme archichancelier de Bourgogne,. Robert apparaît comme tel dans une lettre de l'empereur, d'août 1178. Dans pas moins de onze diplômes impériaux sur dix-huit, l'empereur utilise ce titre pour désigner Robert (Roberti Viennensis archiepiscopus et Provinciae ac Burgundiae archicancellarius). Dans un acte concernant l'arbitrage entre l'évêque de Valence et les habitants de la ville, l'empereur précise qu'il a consulté « son fidèle Robert ».
En 1179, il est présent lors du Troisième concile du Latran,.
Au cours de l'automne de 1184, il est présent lors d'une nouvelle rencontre entre le pape et l'empereur. Il est à nouveau présent, mais cette fois-ci dans la suite impériale.
Les tensions entre le pape et l'empereur reprennent. Un nouveau pape, Urbain III, est élu sur le trône, en 1185. Robert participe au double couronnement de Frédéric Barberousse, le 17 janvier 1186, à Milan,,. C'est lui-même qui dépose la couronne de Bourgogne sur la tête de l'empereur, provoquant la colère du pape. Il n'existe pas d'acte marquant cette colère envers l'archevêque, mais elle doit être supposée. Galland (1994) explique que le revirement dans l'attitude de Robert vis-à-vis de la Papauté en prenant le parti impérial révèle surtout une politique d'obtention de bénéfices impériaux, augmentant son prestige face à Arles. 
En 1187, un nouveau pape est élu, Grégoire VIII. Robert ne semble plus échanger avec l'empereur, montrant en cela son indépendance face à l'autorité impériale.

### Mort et sépulture
Robert semble abdiquer, peut être en raison d'une maladie.
Il aurait désigné pour successeur Ainard, auteur de la dalle funéraire. Cette affirmation a cependant été mise en doute par Alfred de Terrebasse (XIXe siècle).
Robert meurt le 17 ou le 25 juin 1195. Sa plaque funéraire, située dans la cathédrale Saint-Maurice de Vienne,, indique que sa mort est placée dans L'an du Seigneur 1195, le 15 des calendes de juillet [17 juin]. Il est le premier archevêque à avoir sa sépulture dans la cathédrale,.
La date d'accession d'Ainard, son successeur, n'est pas précisément connue, elle est placée entre le début de l'année 1196 voire au plus tard en 1204.